# Tita Mattiussi
Elena Margarita «Tita» Mattiussi (Avellaneda, 19 de noviembre de 1919-3 de agosto de 1999) fue una empleada del Racing Club, institución con la que mantuvo un vínculo ininterrumpido durante gran parte de su vida. Reconocida por su entrega y dedicación, desarrolló múltiples funciones dentro del club, entre las que se destacaron su trabajo en el área de lavandería —cargo que heredó de su madre— y su rol como encargada de la pensión de las divisiones inferiores, donde actuó como una figura materna para numerosos futbolistas juveniles.
Su compromiso con Racing trascendió lo meramente laboral, convirtiéndose en un símbolo del afecto y la fidelidad de los hinchas hacia el club. En reconocimiento a su legado, desde 1999 existe un predio que lleva su nombre, impulsado y construido por un grupo de simpatizantes. Dicho espacio se convirtió con el tiempo en un lugar clave para la formación y residencia de jóvenes futbolistas de la institución.

## Biografía
Los padres de Mattiussi, Aída Dorigo (también registrada como Ida Dorigo) y César Mattiussi (cuyo nombre figura en su partida de nacimiento italiana como Cesare Mattiuzzi), llegaron al club en 1915 luego de responder a un anuncio publicado en el diario La Prensa, que solicitaba personal para tareas de mantenimiento del campo de juego del antiguo estadio de Alsina y Colón, ubicado en el mismo terreno del actual Cilindro. Ambos fueron contratados por un salario mensual de 100 pesos y residieron en una casilla de madera situada debajo de una de las tribunas del estadio, donde nació su hija Elena, apodada «Titina» o «Tita».
El 30 de octubre de 1936, poco después de cumplir 17 años, Mattiussi ingresó oficialmente como empleada del club. Tras el fallecimiento de sus padres, asumió la responsabilidad de encargada del estadio. Su labor diaria en el campo de juego y en otras áreas operativas del club le permitió entablar un vínculo cercano con los jugadores, especialmente con los que se alojaban en la pensión de las divisiones inferiores, de la cual también estuvo a cargo. Por su trato afectuoso y su rol de contención, fue considerada una figura materna para muchos futbolistas formados en la institución. En palabras del exjugador y entrenador Alfio Basile: «Para nosotros fue como una madre, estar con ella y hablar era un placer».
En 1967, con motivo de la final de la Copa Intercontinental entre Racing Club y Celtic, disputada en Glasgow, Escocia, los jugadores del plantel le financiaron el viaje y la estadía para acompañarlos, gesto que se repitió en el partido definitorio jugado en Montevideo, donde el club se consagró campeón mundial.
Mattiussi falleció a los 79 años en el hospital Fiorito, sus restos fueron sepultados en el cementerio de Avellaneda.

## Predio Tita Mattiussi
El 8 de septiembre de 1999, Racing Club recuperó un terreno abandonado cercano al estadio, al cual luego de acondicionarlo lo nombró Predio Tita Mattiussi. Actualmente allí se entrenan las divisiones inferiores del club. Cabe mencionar que es el primer y único predio en el país construido y administrado por sus propios hinchas.